# Studentbostadsnät i Sverige
Ett studentbostadsnät är ett datornätverk för datakommunikation anslutet till en studentbostad. Ett studentbostadsnät är tillgängligt dygnet runt, och har traditionellt ingått i hyran eller tillhandahålls mot en låg, fast kostnad. Detta är något som i dagsläget inte är så märkvärdigt, men som på 90-talet var tämligen unikt, då uppkopplingar mot internet i stor utsträckning skedde via modemabonnemang med en rörlig taxa.
En rejält tilltagen kapacitet är även något som utmärkt studentbostadsanslutningarna. Uppkopplingshastigheter på 10 eller 100 Mbps är vanligt förekommande. Villkoren för anslutning har varit generösa där det i många fall bara krävts att man bott i lägenheten och skrivit på en ansvarsförbindelse för att kunna använda nätet. Näten har historiskt i princip uteslutande varit direktanslutna till det lokala lärosätets campusnät. Ansvarsfördelningen har varierat från plats till plats. I de flesta fall har den lokala högskolan eller universitetet skött både drift och underhåll, men i vissa fall har bostadsbolaget eller en studentorganisation ansvarat för dessa områden.

## Historia
De första diskussionerna om studentbostadsnät tog fart redan i slutet av 1980-talet, men det var först 1992-1993 som de första näten kom till, främst tack vare engagerade teknikstudenter med ett särintresse för datakommunikation. Några av de första näten som byggdes var RydNet i Linköping, LCnet i Luleå och SPARTAnet i Lund. Till en början var det enbart frågan om lokala isolerade nätverk mellan studentrummen, men senare kopplades studentbostadsnäten även upp mot den lokala skolan. Huvudsyftet var att studenterna skulle kunna komma åt och arbeta mot dataresurser på skolan från sina bostäder. Efter en tid medgavs även en generell tillgång till andra skolors datorer, samt en internet, via campusnäten och skolornas anslutning till SUNET.
Under mitten av 90-talet började allt fler studentbostadsområden förses med studentbostadsnät och bostadsbolagen började få upp ögonen för hur populära näten var, och såg en möjlighet i att använda studentbostadsnäten i sin marknadsföring för att locka studenter till sina bostäder. I samband med detta tar många bostadsbolag över ägandet av näten (skolorna står dock fortfarande vanligtvis för driften). Vilken lösning som väljs skiljer sig en del åt mellan olika orter beroende på hur bostadssituationen såg ut samt olika lokala inställningar hos befattningshavare.
Under början av 2000-talet, när användningen i studentbostadsnäten började nå höga nivåer, började vissa skolor med studentbostadsnät diskutera möjligheten att "koppla loss dessa" och hänvisa studenterna till de allt fler tillgängliga kommersiella leverantörerna. Det första lärosätet som tar det faktiska beslutet att säga upp driftsavtalet för studentbostadsnätet är Umeå universitet, vilka slutar leverera internetkapacitet under 2003. Andra lärosäten följer sedan efter och studentbostadsnäten i Göteborg, Linköping, Jönköping, Lund m.fl. kopplas loss från SUNET.
Resultaten av skilsmässan mellan skolorna och studentbostadsnäten har dock haft varierande konsekvenser på olika platser i landet. På vissa orter, som exempelvis Umeå, Linköping och Lund, har bostadsbolagen genomfört upphandlingar och försett studentbostäderna med internetanslutning från olika kommersiella leverantörer. På andra orter, såsom i Göteborg, Karlskorna-Ronneby och Västerås-Eskilstuna har lokala studentorganisationer tagit över driften och slutit egna avtal med SUNET om anslutning för tillgång till forskningsnäten och internet.

## Argument för och emot SUNET-anslutna studentbostadsnät
För
- Bättre anslutning till lokala skolan med ett SUNET-anslutet studentbostadsnät
- Lägre kostnader då vinstkrav saknas för SUNET (enbart marginalkostnad)
- Enklare regler och villkor för anslutning (till exempel gällande bindningstider)
- Möjligheter att få tillgång till avancerade protokoll (såsom IPv6)
- Bättre tillgång till internationella forskningsnät
- Routingen går lokalt vilket har betydelse för att använda grafiska användargränssnitt såsom X11 genom kortare latenstid och minskar risken för avbrott

Emot
- Alla studenter bor inte i studentbostäder så att bara erbjuda en begränsad del av studenterna anslutning till ett studentbostadsnät är orättvist
- Det finns i dagsläget många olika kommersiella företag som kan erbjuda internetanslutning
- Att ansluta studentbostadsnät via (det skattefinansierade) SUNET innebär en illojal konkurrens med kommersiella internetleverantörer

## Anslutning av studentbostäder i OptoSunet
SUNET:s styrelse tog vid sitt möte 2006-12-18 ett principbeslut angående studentbostadsnät i OptoSunet. Resultatet av detta beslut var att studentbostadsnät även i framtiden tillåts vara anslutna till SUNET. En avgift tas dock ut av de aktörer som ansluter studentbostäder, så att anslutningen blir kostnadsneutral för SUNET.

## Lärosäten med studentbostadsnät

### Blekinge tekniska högskola
Sedan 1996 har en stor andel studentbostäder i Blekinge varit anslutna till RSN, vintern 2006 knoppades studentnätet helt av från BTH:s interna nät och drivs nu fristående under domänen bsnet.se.
Under hösten 2006 knoppades studentbostäder i Karlshamn och Karlskrona fysiskt av från RSN. I Karlshamn drivs nätet vidare av studenter med assistans av RSN, uppkopplingen tillhandahålls dock av Bredbandsteknik. I Karlskrona har de tidigare RSN-anslutna studentbostäderna anslutits till stadsnätet och erhåller en gratis basuppkoppling som sedan kan ändras inom ramen för stadsnätet.

### Göteborgs universitet
Studentdrivet nät anslutet till gsix.se

### Högskolan Dalarna
Kommersiella leverantörer

### Högskolan i Borås
Ja.

### Högskolan i Gävle
Nej. Alla avtal med studentbostäder sades upp vid årsskiftet 2005-2006.

### Högskolan i Halmstad
Nej. Det gamla studentnätet byttes till anslutning via stadsnätet.

### Högskolan i Skövde
Högskolan i Skövde har ett ideellt av studenter drivet nätverk med ca 750 användare.
www.studentnatet.se

### Linköpings universitet
Nej, kommersiella leverantörer sedan mitten av 2005.

### Luleå tekniska universitet
Studentbostadsnätet omfattar orterna Luleå, Piteå och Skellefteå. I Luleå och Piteå äger LTU tillsammans med bostadsbolagen utrustningarna i husen och i Skellefteå ansluts studenterna till universitetets nät via Skellefteå Krafts nät. Universitetet ansvarar för driften medan inkopplingar sköts av ideellt arbetande studenter. Lc-net instiftade 1994. 2008 stängdes all LC-Net verksamhet ned på bostäderna kring Luleå campus i samband med införandet av ett privat bredbandsalternativ.

### Lunds universitet
Nej, kommersiella leverantörer. Studenterna avyttrades till stadsnätet vid årsskiftet 2005/2006.

### Mälardalens högskola
Drivs av den fristående ideella datorföreningen Mälardalens Datorförening av ideellt arbetande studenter. Efter övergången till Optosunet är föreningen helt fristående från skolan bortsett från uppkopplingen till Sunets utrustning som är i skolans lokaler. ISP-verksamheten kallas för MDFnet och kan leverera till alla studenter i Västerås som är inkopplade på Mälarenergis Stadsnät och inom kort alla i Eskilstuna kopplande till Eskilstuna Energi&Miljös stadsnät. För tillfället erbjuds enbart 10 Mbit/s FD men andra tjänster är på planeringsstadiet.

### Sveriges lantbruksuniversitet
Ja, i Uppsala via Uppsala universitets nät.

### Umeå universitet
Nej, kommersiella leverantörer.

### Uppsala universitet
Ja. Drivs av universitetet centralt medan fastighetsägarna står för driften av de lokala näten.

### Växjö universitet
Nej. Hade studentnät fram till 31 december 2006.

### Örebro universitet
Nej, kommersiella leverantörer.